# Димитрије Радојевић
Димитрије „Дино” Радојевић (Станишић, 1927 — Загреб, 1986) био је српски позоришни редитељ.

## Биографија
Године 1950. је завршио студије режије на Академији уметности у Љубљани. По завршетку студија три године проводи у Прешерновом позоришту у Крању, где режира дела Шекспира, Горког и Цанкара. На позив Бранка Гавеле прелази у новоосновано Загребачко позориште. Ту остварује неколико антологијских режија и представа које су обележиле то позориште.
Током каријере режирао је драме америчких писаца, класике, као и модерне класике и драме модерних југословенских писаца. Режирао је у Хрватском народном казалишту, на Сплитском лету и Дубровачким летњим играма. Више година је предавао глуму на загребачкој Академији драмске уметности.
Као помоћник редитеља учествовао је у снимању филмова Царево ново одело (1961) и Опсада (1956). Мирослав Крлежа је за Радојевића рекао да је режирао најбољу представу 20. века (реч је о Крлежиној једночинки Краљево).

## Награде
- Награда града Загреба[2]
- Награда „Дубравко Дујшин”[2]
- Награда Гавеллиних вечери[2]
- Награда „Владимир Назор”[2]
- Стеријина награда за режију 1971.[2]
- Посмртно му је додељена Награда „Марул” за допринос позоришној уметности, 1986.[2]

## Одабрана театрографија
- Вјештице из Салема (1954)[2]
- Сјећање на два понеђељка (1958)[2]
- Мачка на врућем лименом крову (1956)[2]
- Трамвај зван жудња (1960)[2]
- Краљ Едип (1963)[2]
- Краљ Лир (1958)[2]
- Хамлет (ЗДК, 1964; Дубровачке љетне игре, 1974)[2]
- Како хоћете (1978)[2]
- Ричард II(1980)[2]
- Сан ивањске ноћи (1984)[2]
- Дуго путовање у ноћ (1958)[2]
- Мртвачки плес (1965)[2]
- Краљеви[2]
- Миниголф (1968)[2]
- Хрватски Фауст (1982)[2]
- Тигар (1969)[2]
- Клупко (1971)[2]
- Ђими одлази (1975)[2]
- Свечана вечера у погребном подузећу (1982)[2]
- Праведник или Коло око старе фонтане (1961)[2]
- Пут у рај (1973)[2]
- Шест лица траже аутора (1965)[2]
- Виктор или ђеца на власти (1974)[2]
- Живот Галилејев (1969)[2]
- Невидљива капија (1957)[2]
- Заточеници Алтоне (1962)[2]
- Враг и добри Бог (1964)[2]
- Хасанагиница (1976)[2]
- Штроколоко и Малапала (1972)[2]
- Саблазан у долини св. Флоријана (1961)[2]
- Пустолов пред вратима (1961)[2]
- Посјета старе даме (1962)[2]
- Реqуием за искушеницу (1962)[2]
- Жак фаталист и његов господар (1981)[2]
- Човјек је човјек (1973)[2]
- Сунце залази (1974)[2]
- Калигула (1961)[2]
- Лопе де Вега (1971)[2]